# Heartbreaker (canção de Mariah Carey)
"Heartbreaker" é uma canção gravada pela artista musical estadunidense Mariah Carey. Foi lançado em 22 de setembro de 1999, pela Columbia Records como o primeiro single do sétimo álbum de estúdio de Carey, Rainbow (1999). A música foi escrita por Carey e Shawn "Jay-Z" Carter, e produzida por Carey e DJ Clue. Escritores adicionais são creditados, já que o gancho da música é construído em torno de uma amostra de "Attack of the Name Game", de Stacy Lattisaw. Em "Heartbreaker", sua sonoridade se inclina cada vez mais para os gêneros rhythm and blues (R&B) e hip hop, tornando-se seu segundo single comercial a apresentar um rapper. Liricamente, a música fala sobre um relacionamento da perspectiva feminina, e como o protagonista volta incessantemente para seu amante, mesmo que ele a trai continuamente e quebre seu coração.
"Heartbreaker" recebeu críticas mistas de críticos de música, muitos dos quais acharam que não era original ou inovador em termos de um passo criativo à frente. Além disso, foi comparado fortemente ao hit de 1995 da cantora, "Fantasy", que também criou seu gancho a partir de uma batida sampleada. "Heartbreaker" liderou a parada de singles canadense e na Billboard Hot 100 dos EUA, tornando-se o 14ᵒ single primeiro lugar no ranking de Carey nos EUA. Em toda a Europa e Austrália, o single liderou a parada de singles da Nova Zelândia e ficou entre os cinco primeiros na França e no Reino Unido.
Carey performou "Heartbreaker" ao vivo em várias apresentações de programas de televisão e prêmios ao redor do mundo, bem como em suas turnês. O videoclipe de "Heartbreaker", dirigido por Brett Ratner, é um dos mais caros de todos os tempos, custando mais de US$ 2,5 milhões. O vídeo mostra Carey e suas amigas visitando um cinema e pegando o namorado (interpretado por Jerry O'Connell) em um encontro com outra mulher. Carey interpretou a si mesma e como uma vilã morena chamada Bianca, durante uma cena de briga física entre as duas mulheres. Devido a acordos contratuais na época das filmagens, Jay-Z não pôde fazer uma aparição no vídeo, sendo retratado como um desenho animado. O vídeo foi inspirado em vários filmes, incluindo Grease e Enter the Dragon.

## Antecedentes e lançamento
Com seu sexto trabalho de estúdio, Butterfly (1997), Carey começou a infundir elementos de hip hop em suas músicas, trabalhando com diferentes e mais jovens produtores e compositores. Após o sucesso do álbum, e o lançamento de seu primeiro álbum de compilação #1's (1998), Carey começou a trabalhar em seu sétimo álbum, Rainbow (1999). Seu foco principal no álbum era continuar no mesmo caminho que ela começou no Butterfly, produzindo uma combinação sutil entre baladas inspiradas e batidas de hip hop. "Heartbreaker" marcou a primeira vez na carreira de Carey que um rapper foi incluído em um single, depois que Ol' Dirty Bastard, que apareceu no remix "Fantasy" de Bad Boy em 1995. Enquanto gravava o álbum em Capri, na Itália, Carey alegou ter passado a maior parte do tempo desenvolvendo o que considerava um single forte.
Originalmente, "Heartbreaker" deveria fazer parte da trilha sonora do filme de estréia de Carey , Glitter, no entanto, após o atraso do filme, ele foi incluído em seu álbum Rainbow. Antes do lançamento da música no rádio, Carey falou sobre isso em uma entrevista: "É praticamente [no] estilo clássico dos meus clássicos de ritmo acelerado, como 'Fantasy' ou 'Dreamlover'. [...] Mas é divertido e tem uma nova vantagem, eu acho, e definitivamente ter Jay-Z leva a um nível totalmente diferente. E o [DJ] Clue faz com que seja realmente divertido e outras coisas".

## Gravação e letra
Enquanto desenvolvia o Rainbow, Carey teve ideias diferentes para o primeiro single do projeto. Depois de escrever a letra principal da música e produzir a ideia e a melodia principal, DJ Clue, um dos produtores anteriores do projeto, sugeriu a Carey o uso e a incorporação do gancho de "Attack of the Name Game" de Stacy Lattisaw. Depois de concordarem, eles incorporaram a letra e a melodia de Carey ao gancho e começaram a gravar a música. No entanto, depois de completar "Heartbreaker", Carey sentiu que precisava de um verso masculino forte, esperando um artista de hip hop em ascensão. Ela escolheu trabalhar com Jay-Z e começou a reorganizar a música enquanto ele escrevia seu verso. Jay-Z escreveu seu verso inteiro e ajudou a produzir alguns dos principais instrumentais da música. Em uma entrevista com Fred Bronson, Carey falou de sua experiência trabalhando com Jay-Z:

"É divertido quando você encontra alguém com quem pode se relacionar e que respeita. Jay-Z é alguém que eu admiro como escritor e como artista. Poderíamos estar sentados no estúdio, e ele rima que seria incrível demais. Ele não precisa de caneta e papel. Eu comparo isso a um cantor que pode pegar o microfone e o riff e improvisar uma música e levá-lo para um lugar totalmente novo".

Além de seu trabalho com Clue e Jay-Z, a amiga de longa data e cantora de fundo Trey Lorenz também participou da produção da música. Ele forneceu os vocais de apoio na música e participou de várias pequenas áreas do desenvolvimento de Rainbow. Quando entrevistado por Bronson, Carey falou muito bem de Lorenz: "Ele é um escritor e cantor incrível, é tão influenciado pelas coisas da velha escola, mas é tão atual. Ele me conhece desde antes do meu primeiro álbum e é ótimo, amigo leal". Além do uso da amostra e dos versos de Jay-Z, "Heartbreaker" contém letras fortes de fortalecimento as mulheres, que Carey escreveu como uma espécie de hino, especialmente porque ela sentiu que ela pessoalmente estava em uma situação semelhante no passado.

## Composição
"Heartbreaker" é uma faixa dance-pop de tempo comum, moderadamente lenta, com ritmo intermediário, com influências de R&B contemporâneo e hip hop. De acordo com a folha de música publicada no Musicnotes.com, a canção está escrito na clave de Ré maior, enquanto a batida é definida em tempo comum que se move a um ritmo moderado de 100 batidas por minuto. Tem uma sequência de D♭–B♭ m–D ♭ como a sua progressão da corda. Os vocais de Carey na música vão desde a nota de D3 à nota alta de C7. A música tem uma "batida percolante" sobre a qual Carey canta com vocais nasais, sedosos e declarativos. Os versos apresentam o estilo melismático da assinatura de Carey , combinado com transições rápidas, mas sem costura; por exemplo, Carey começa o segundo verso já no meio da faixa: "É uma pena estar", e depois começa a sussurrar para "tão eufórico e fraco".
Além dos estilos vocais de fundo de Lorenz e outras mulheres, Carey adicionou seus próprios vocais reduzidos à música, dando a impressão de uma "voz dobrada". "Heartbreaker" contem amostras da música de 1982, "Attack of the Name Game", de Stacy Lattisaw. O gancho da música foi capturado e incorporado na melodia de "Heartbreaker", além de ser usado como seus principais componentes instrumentais. As letras são construídas na forma verso-pré-coro-coro. Carey começa com o gancho "Me dê seu amor, me dê seu amor", repetido oito vezes. Carey repete o refrão quatro vezes, terminando a música com um final "Me dê seu amor, me dê seu amor". Chuck Taylor da Billboard, descreveu sua instrumentação como um "toque persistente de guitarra" e escreveu "Há um refrão identificável aqui e algumas semelhanças de versos, mas mais do que tudo, essa música aparece como um borrão de confusão no fundo, incluindo as próprias harmonias repetitivas de Carey, que neste caso, parece mais uma competição do que um elogio".

## Remix
O remix principal da música, intitulado Desert Storm Remix, apresenta os rappers Da Brat e Missy Elliott. É o primeiro dos remixes de Carey que foi produzido pelo produtor e rapper DJ Clue, da Desert Storm Records, que faz uma introdução ao remix. O remix contém interpolações líricas e uma amostra instrumental de "Ain't No Fun (If the Homies Can't Have None)" de Snoop Dogg. Em entrevista à MTV News, Carey falou sobre o remix da música antes de seu lançamento oficial em agosto de 1999: "E então o remix. Estou muito empolgada com o remix. Ele também será lançado no álbum, com Missy Elliott e Da Brat, e é meio que como um registro de respostas sobre o poder feminino, e é como se fosse o 'Ain't No Fun' de Snoop [Dogg]. Eles não estão prontos para esse!".  Um videoclipe separado foi filmado para o remix, filmado em preto e branco e com uma participação especial de Dogg. O Desert Storm Remix recebeu críticas mistas de críticos de música. Stephen Thomas Erlewine escolheu a música como um dos três principais faixas de Rainbow, ao lado do original. Danyel Smith da Entertainment Weekly chamou de "[um] erro de cálculo [...] exagerado" e escreveu "As más políticas sexuais de Missy Elliott e Da Brat afundam o cansado 'Heartbreaker [Remix]'. Larry Flick, da Billboard, chamou o remix de "musculoso" e "experiente nas ruas" e escreveu "Missy Elliott e Da Brat rimam rimas na faixa, o que é aprimorado pelo sample de 'Ain't No Fun (If the Homies Can't Have None)' de Snoop Dogg".

## Recepção crítica
"Heartbreaker" recebeu críticas mistas de críticos de música contemporânea, alguns dos quais compararam fortemente aos singles anteriores de Carey. Dara Cook, da MTV, chamou a música de "arejada" e escreveu "[Na música] Mariah exala tanto sentimento quanto madeira flutuante escavada". Cook continuou a produção da música, escrevendo "Texturizando a música, os produtores Jimmy Jam e Terry Lewis finalmente encontraram uso produtivo (além do espetáculo de encerramento da música) para o grito de alta oitava de Mariah". O editor da AllMusic, Stephen Thomas Erlewine, nomeou "Heartbreaker" como uma das três principais opções do álbum. Danyel Smith da Entertainment Weekly chamou a música de "confecção deliciosa" e escreveu "ela usa inteligentemente o rap de Jay-Z, em uma canção sobre uma namorada malcriada como contraponto aos seus tons cremosos", no entanto chamando-a de uma versão reciclada das músicas anteriores de Carey, "Dreamlover" (1993) e "Fantasy" (1995). Elysa Gardner, do Los Angeles Times, chamou a música de "alegre" e observou como Carey "dá um toque igualmente leve e sensual" a "Heartbreaker". Além disso, Gardner elogiou os versos de rap de Jay-Z, chamando-os de "manhosos". Arion Berger, editor da Rolling Stone, chamou de "nasal, sedoso e declarativo" enquanto "Além disso, Berger também o comparou com "Fantasy" de Carey, por seu uso semelhante de um gancho amostrado". Tom Sinclair, da Entertainment Weekly, revisou a música individualmente, dando-lhe um F. Ele chamou de "releitura" de "Fantasy" e escreveu "Que artista que se preze teria coragem de reciclar o 'Genius of Tom Tom Club'. 'Genius of Love' (a fonte de 'Fantasy') pela segunda vez em quatro anos? É certo que o pop se comerá, mas esse tipo de auto-canibalização deve ser ilegal". No entanto, a amostra usada em "Heartbreaker (feat. Jay Z)" não era a mesma amostra usada em "Fantasy". Chuck Taylor da Billboard deu à música uma crítica mista, escrevendo "Sim, é um sucesso, e sua voz está em boa forma, mas 'Heartbreaker' é uma decepção em termos do que sabemos que ela é capaz de escrever".

## Desempenho comercial
Nos Estados Unidos, "Heartbreaker" foi lançado em 21 de setembro de 1999. A música se tornou o décimo quarto pódio de Carey nos EUA, passando duas semanas no topo da Billboard Hot 100. Aumentando a liderança de Carey como a artista feminina com o maior número de singles em primeiro lugar no país. Os únicos artistas ainda à frente de Carey eram Elvis Presley com dezessete (um recorde que ela superou em 2008 com Touch My Body se tornando seu décimo oitavo single número um) e The Beatles com vinte. A música recebeu certificação de ouro pela Recording Industry Association of America (RIAA). Além disso, "Heartbreaker" terminou no número 35 no Billboard no final de 1999. No Canadá, a música alcançou o número um no Canadian Singles Chart, tornando-se o décimo no ranking de Carey no país. Na Austrália, entrou no Australian Singles Chart no número onze, na edição de 10 de outubro de 1999. Na semana seguinte, a música subiu ao pico de número dez, onde permaneceu por uma semana, antes flutuando dentro do gráfico por um total de dezessete semanas. "Heartbreaker" foi certificado em platina pela Australian Recording Industry Association (ARIA), denotando remessas de mais de 70.000 unidades no país. Na Nova Zelândia, "Heartbreaker" foi recebido com grande sucesso, estreando no número quatro em 10 de outubro de 1999 e liderando a parada de singles na semana seguinte. Ele passou onze semanas flutuando na parada de singles e foi certificado em platina pela Recording Industry Association of New Zealand (RIANZ), denotando comercialização de mais de 15.000 unidades.
Na Europa, a música chegou a vários mercados. Na Alemanha, "Heartbreaker" alcançou o número nove, passando vinte semanas na parada de singles. Em 2 de outubro de 1999, entrou no Single Top 100 no número dezesseis, chegando finalmente ao número sete e passando um total de dezoito semanas no gráfico. Na Áustria, estreou no número trinta e sete na parada de singles, chegando ao número dezessete. No total, "Heartbreaker" passou doze semanas na parada austríaca. Nos dois territórios da Bélgica, Valônia e Flandres, a música atingiu o número nove e vinte e sete e passou dezenove e dezesseis semanas na parada, respectivamente. Na França, a música entrou na parada de singles no número setenta e sete em 9 de outubro de 1999. Eventualmente, atingiu o número quatro, tornando-se o single mais alto de Carey desde "Without You" (1993), que atingiu o número dois. A música foi gravada por vinte e cinco semanas e foi certificada em ouro pelo Syndicat National de l'Édition Phonographique (SNEP), denotando mais de 400.000 unidades comercializadas. Na Noruega, o sucesso da música foi limitado, chegando ao número quatorze e passando apenas quatro semanas no gráfico dos países. "Heartbreaker" entrou na parada sueca de singles no número trinta, sobre a questão de 7 de outubro de 1999. Ele foi mapeado por um total de catorze semanas e atingiu um pico de número dezoito. Na Suíça, passou 23 semanas consecutivas na parada de singles, atingindo uma posição de pico no número sete, onde permaneceu por duas semanas. No UK Singles Chart, "Heartbreaker" estreou na sua posição de número cinco, durante a semana de 6 de novembro de 1999. Ele passou um total de treze semanas traçando dentro do gráfico, saindo em 9 de janeiro de 2000.

## Vídeo musical

No videoclipe, uma versão morena de Carey, chamada Bianca, é mostrada. Carey, brincando de si mesma, é vista confrontando-a no banheiro

O videoclipe foi filmado no Los Angeles Theatre, no centro de Los Angeles, Califórnia, de 30 de julho a 1º de agosto de 1999. Dirigido por Brett Ratner, o videoclipe começou a ser exibido na MTV em 16 de agosto de 1999, após sua estréia no programa Making the Video. Segundo Carey, o objetivo do vídeo era espelhar o conteúdo lírico da música, além de mostrá-lo da perspectiva feminina. Além disso, o vídeo foi filmado de maneira cômica, com a intenção de permanecer algo "divertido e emocionante"." O vídeo se tornou um dos mais caros de todos os tempos, custando mais de US$ 2,5 milhões. Devido à sua forte mensagem e natureza empoderadora, o vídeo continua sendo "um favorito dos fãs", de acordo com a MTV News. Carey afirmou que dois filmes foram usados como inspirações, Grease e Enter the Dragon. Antes de filmar o vídeo, ficou claro que Jay-Z seria incapaz de aparecer no vídeo, devido a um acordo contratual que não lhe permitia aparecer em um vídeo por duas semanas depois de filmar para "Girl's Best Friend" sua faixa da trilha sonora do filme "Blue Streak". Jay-Z e Carey conseguiram filmar uma cena para o vídeo, que foi brevemente documentada no Making the Video, embora o documentário tenha editado Jay-Z fora das filmagens para se concentrar em Carey, a fim de não violar o contrato. Carey pensou em criar a seção animada do vídeo, que foi rapidamente desenhada e animada pela equipe de Ratner.
O vídeo começa com Carey dirigindo-se a um grande cinema, o Los Angeles Theatre, no centro de Los Angeles, com várias de suas amigas. Ao chegarem às portas da frente, dizem a Carey que seu namorado está lá dentro com outra mulher, levando-a a tentar convencê-los a desistir do plano de confronto. Depois de convencê-la, eles entram no teatro e iniciam uma série de pequenas coreografias de dança ao lado de alguns funcionários do teatro. Quando a música começa, cenas deles dançando e Carey entrando na sala do cinema são cortadas. Carey fica atrás do namorado (interpretado por Jerry O'Connell) e a mulher com quem ele está traindo, Bianca, que pe interpretada por Carey ostentando uma peruca marrom curta e roupas sedutoras vermelhas, e os espia de maneira cômica com suas amigas. Logo depois, Bianca sai da cadeira e caminha em direção ao banheiro, levando Carey a segui-la durante um breve interlúdio no vídeo. Depois de se encontrarem no banheiro, Carey cutuca Bianca, iniciando uma grande briga entre as duas mulheres. Depois, Carey parece ter derrotado Bianca, e volta para a sala de cinema. Durante esta cena, o verso rap de Jay-Z é tocado, enquanto um clipe animado de Jay-Z e Carey é projetado na tela, com um anúncio de que Jay-Z apareceria no vídeo duas semanas após a data de estreia. Isso é seguido por uma cena em que Carey e suas amigas, usando perucas de tamanho grande, dançam no quarto. Mais tarde, foi lançada uma versão do vídeo em que Jay-Z bate seu verso em um jacuzzi, enquanto Carey e um segurança aparecem atrás, seguidos por segmentos do filme de animação. Durante o verso, as amigas de Carey começam a jogar pipoca e outros doces em O'Connell, iniciando uma pequena briga de comida entre eles. Quando elas param de atacá-lo, Carey caminha em direção ao assento de O'Connell e age como se ela fosse Bianca. Depois que ela se senta ao lado dele e ele percebe quem é, Carey derrama um grande refrigerante no colo e se despede dele, deixando o teatro com as amigas sorrindo. levando a uma pequena briga de comida entre eles. Quando elas param de atacá-lo, Carey caminha em direção ao assento de O'Connell e age como se ela fosse Bianca. Depois que ela se senta ao lado dele e ele percebe quem é, Carey derrama um grande refrigerante no colo e se despede dele, deixando o teatro com as amigas sorrindo. levando a uma pequena briga de comida entre eles.

## Apresentações ao vivo

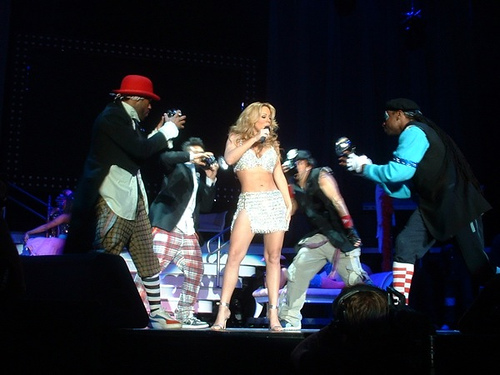
Carey e seus dançarinos performando "Heartbreaker" na Charmbracelet Tour em 2003

Para promover "Heartbreaker", Carey tocou a música ao vivo em várias aparições na televisão e em programas de prêmios, além de gravar seu próprio especial para Fox Broadcasting Company. Intitulado The Mariah Carey Homecoming Special, era um mini-concerto filmado na antiga escola de Carey em Huntington, Nova York. O especial foi ao ar na Fox em 21 de dezembro de 1999 e contou com Jay-Z ao vivo no palco para interpretar seus versos. Carey performou "Heartbreaker" e seu remix no MTV Europe Music Awards, realizado em 11 de novembro de 1999 em Dublin, Irlanda. Para a apresentação, Da Brat e Missy Elliott se juntaram a Carey no palco. Além disso, a música foi apresentada no The Oprah Winfrey Show, que novamente apresentou a dupla feminina no palco, o programa britânico de paradas musicais Top of the Pops, o programa francês Vivement Dimanche e The Today Show.
Para Rainbow, Carey embarcou em sua quarta e terceira turnê mundial, intitulada Rainbow World Tour (2000). Ao longo disso, Carey tocou a música ao vivo durante todos os shows. A sinopse por trás de cada performance foi baseada no conflito entre Carey e a personagem Bianca, onde Carey cantaria o remix e as versões originais da música ao longo de cada pequeno interlúdio do conflito. Carey foi trazida com luvas de boxe para o palco, realizando a versão remix da música. Depois que ela começou a lutar e boxe com Bianca, ela a derrotou, levando-a a começar a versão original da música. "Heartbreaker" apresentou uma configuração muito diferente na turnê mundial de Charmbracelet (2002–03). Durante a turnê, Carey usava um número de biquíni Swarovski brilhante e tocou o remix e as versões originais consecutivas. Vários dançarinos e dançarinas estavam no palco durante as apresentações, assim como diferentes músicos e vocalistas de apoio. Durante a turnê seguinte de Carey, The Adventures of Mimi Tour, "Heartbreaker" foi novamente realizada em cada um dos shows. Na apresentação da música, Carey vestiu um biquíni preto e uma capa de seda combinando, além de plataformas da linha Christian Louboutin. Vários dançarinos estavam presentes no palco, vestindo macacões e jaquetas pretas enquanto realizavam coreografias pesadas de dança. Para o show no Madison Square Garden, em Nova York, Carey foi acompanhada por Da Brat e Jay-Z para o remix e as versões originais, respectivamente. Durante a Angels Advocate Tour, a música foi emparelhada com "Love Hangover" de Diana Ross e tocada em um mashup, o mesmo que ela fez no VH1 Divas em 2000.

## Lista de faixas e formatos
| - Vinil single americano 1. "Heartbreaker" (versão do álbum) – 4:48 2. "Heartbreaker" (remix) – 4:37 3. "Heartbreaker/If You Should Ever Be Lonely" (Junior Vasquez Club Mix) – 10:18 4. "Heartbreaker/If You Should Ever Be Lonely" – 10:12 5. "Heartbreaker/If You Should Ever Be Lonely" (Junior Vasquez Hard Mix) – 10:19 - Maxi-single americano 1. "Heartbreaker" (versão do álbum) – 4:18 2. "Heartbreaker" (remix) – 4:36 3. "Heartbreaker/If You Should Ever Be Lonely" (Junior's Club Mix) – 10:18 4. "Heartbreaker/If You Should Ever Be Lonely" (Junior's Club Dub) – 10:11 5. "Heartbreaker/If You Should Ever Be Lonely" (Junior's Hard Mix) – 10:20 - CD single americano 1. "Heartbreaker" (versão do álbum) – 4:48 2. "Heartbreaker" (remix) – 4:37 | - 12" vinil single europeu Lado A 1. "Heartbreaker" (versão do álbum) – 4:18 2. "Heartbreaker" (remix) – 4:36 Lado B 1. "Heartbreaker/If You Should Ever Be Lonely" (Junior's Club Mix) – 10:18 2. "Heartbreaker/If You Should Ever Be Lonely" (Junior's Club Dub) – 10:11 - CD Maxi-single australiano/britânico 1. "Heartbreaker" (versão do álbum) – 4:18 2. "Heartbreaker" (remix) – 4:36 3. "Heartbreaker" (versão rap) – 3:20 4. "Heartbreaker/If You Should Ever Be Lonely" (Junior Heartbreaker Club Mix) – 10:14 |

## Créditos e equipe
Créditos adaptados das notas do Rainbow.
- Mariah Carey – co-produção, composição, vocais
- Shawn Carter – composição, vocals
- DJ Clue – co-produção
- Shirley Elliston – composição
- Lincoln Chase – composição
- Michael Walden – composição
- Jeffrey Cohen – composição

## Desempenho nas paradas musicais
| Tabela musical (1999—00)                     | Melhor posição |
| -------------------------------------------- | -------------- |
| Alemanha (Official German Charts)            | 9              |
| Austrália (ARIA)                             | 10             |
| Áustria (Ö3 Austria Top 75)                  | 17             |
| Bélgica (Ultratop 50 de Flandres)            | 27             |
| Bélgica (Ultratop 50 da Valônia)             | 9              |
| Canadá (Canadian Singles Chart)              | 1              |
| Canadá (RPM)                                 | 5              |
| Canadá (RPM Adult Contemporary)              | 3              |
| Canadá (RPM Dance)                           | 2              |
| Dinamarca (Tracklisten)                      | 10             |
| Escócia (Scottish Singles Chart)             | 11             |
| Espanha (PROMUSICAE)                         | 2              |
| Estados Unidos (Billboard Hot 100)           | 1              |
| Estados Unidos (Billboard Dance Club Songs)  | 2              |
| Estados Unidos (Billboard R&B/Hip-Hop Songs) | 1              |
| Estados Unidos (Billboard Latin Pop Airplay) | 36             |
| Estados Unidos (Billboard Mainstream Top 40) | 21             |
| Estados Unidos (Billboard Rhythmic)          | 3              |
| Estados Unidos (Billboard Top 40 Tracks)     | 16             |
| Estados Unidos (Billboard Tropical Airplay)  | 35             |
| Europa (European Hot 100 Singles)            | 4              |
| França (SNEP)                                | 4              |
| Islândia (Íslenski Listinn Topp 40)          | 6              |
| Irlanda (IRMA)                               | 19             |
| Itália (Musica e dischi)                     | 11             |
| Japão (Oricon Singles Chart)                 | 37             |
| Noruega (VG-lista)                           | 14             |
| Nova Zelândia (Recorded Music NZ)            | 1              |
| Países Baixos (Dutch Top 40)                 | 7              |
| Países Baixos (Single Top 100)               | 7              |
| Polônia (Polish Airplay Chart)               | 2              |
| Reino Unido (UK Singles Chart)               | 5              |
| Reino Unido (OCC UK R&B)                     | 1              |
| Suécia (Sverigetopplistan)                   | 18             |
| Suíça (Schweizer Hitparade)                  | 7              |

| Tabela musical (1999)                            | Melhor posição |
| ------------------------------------------------ | -------------- |
| Alemanha (Official German Charts)                | 93             |
| Austrália (ARIA)                                 | 50             |
| Bélgica (Ultratop 50 Wallonia)                   | 71             |
| Canadá (RPM)                                     | 34             |
| Canadá (RPM Adult Contemporary)                  | 26             |
| Canadá (RPM Dance)                               | 24             |
| Estados Unidos (Billboard Hot 100)               | 35             |
| Estados Unidos (Billboard Hot Dance Club Songs)  | 41             |
| Estados Unidos (Billboard Hot R&B/Hip-Hop Songs) | 36             |
| França (SNEP)                                    | 41             |
| Países Baixos (Dutch Top 40)                     | 39             |
| Países Baixos (Single Top 100)                   | 67             |
| Nova Zelândia (Recorded Music NZ)                | 7              |
| Reino Unido (Official Charts Company)            | 118            |
| Tabela musical (2000)                            | Melhor posição |
| Países Baixos (Dutch Top 40)                     | 256            |

## Vendas e certificações
| Região | Certificação | Vendas   |
| --- | ------------ | -------- |
| Austrália (ARIA) | Platina      | 70,000^  |
| Estados Unidos (RIAA) | Platina      | 855,000  |
| França (SNEP) | Ouro         | 250,000* |
| Nova Zelândia (RMNZ) | Platina      | 10,000*  |
| Reino Unido (BPI) | Prata        | 200,000‡ |
| *números de vendas baseados somente na certificação ^distribuições baseadas apenas na certificação ‡vendas+valores de streaming baseados somente na certificação |              |          |